# Lički Novi

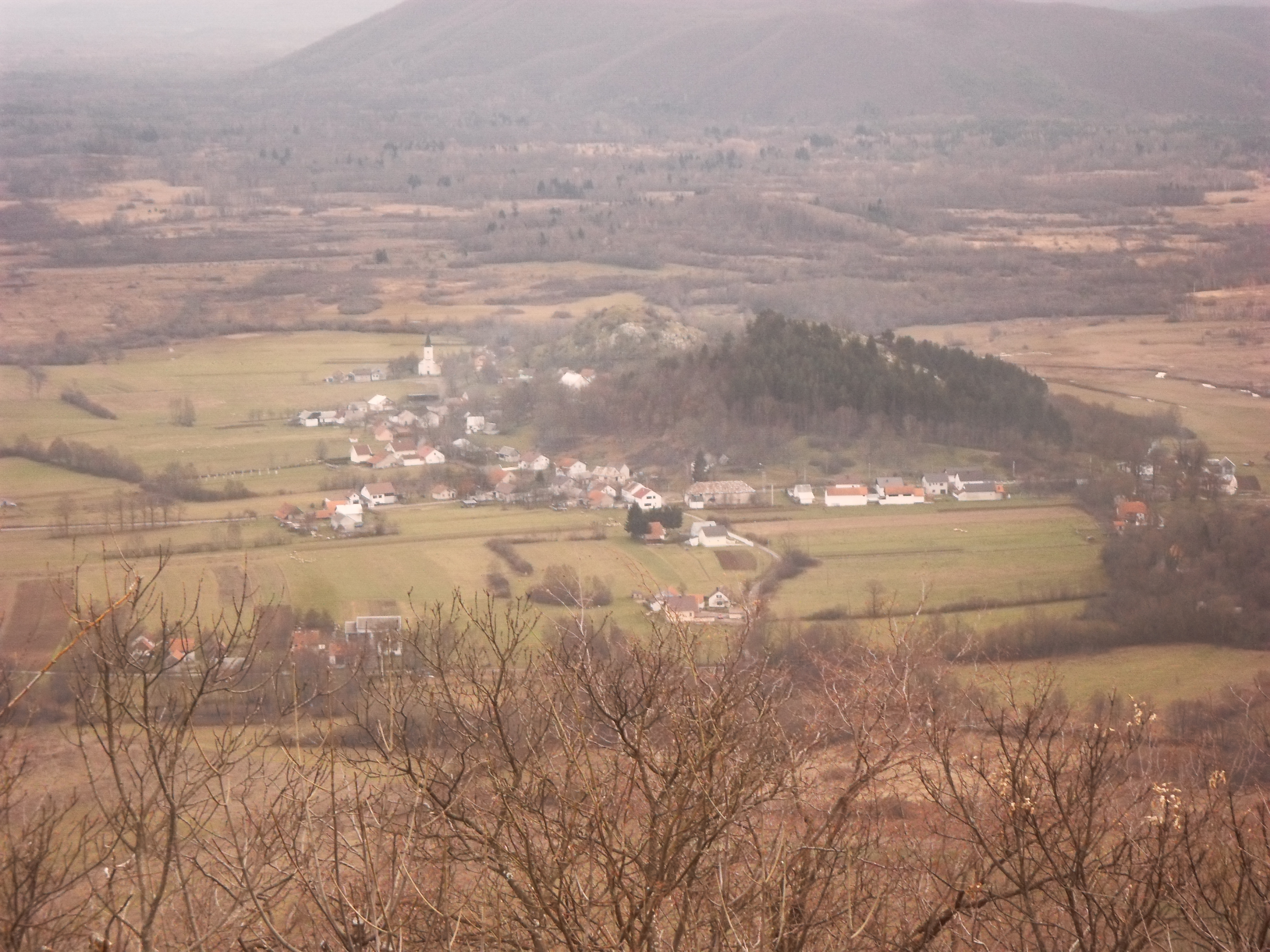
Lički Novi (2013)

Lički Novi ist ein Dorf auf dem Gebiet der Stadt Gospić in der Gespanschaft Lika-Senj im Westen Kroatiens. Es liegt 5 km westlich von Gospić und 15 km von der Fernstraße Zagreb–Split entfernt.
Lički Novi zählt zu den ältesten Dörfern in der Lika.
Koordinaten: 44° 31′ N, 15° 20′ O